# Rosa Ekelund
Rosa Ekelund, född 1933 i Sandvik, Torslanda, Göteborg, är en svensk konstnär.
Ekelund studerade konst under fem års tid (1978–1983) vid konstakademien École des Beaux Arts i Bryssel och vid Gerlesborgsskolan 1984. Separat har hon ställt ut i Belgien, Stockholm och Södertälje samt medverkat i ett antal samlingsutställningar i Sverige. Bland hennes offentliga utsmyckningar märks Danderyds sjukhus, bostadshus för HSB, Vattenfall, Volvo och Svenska Bostäder i Hammarbyhöjden. Hon skapade 1993 en jubileumsaffisch för Tjejmilen, Hennes konst består av svenska motiv och människobilder i vardaglig miljö. Ekelund är representerad vid Ministère de la Culture Française i Stockholm, Västmanlands läns landsting, Sörmlands landsting, Statens konstråd och Svedinos Bil och Flygmuseum i Halland.